# یان نی (بازیکن والیبال)
یان نی (انگلیسی: Yan Ni؛ زادهٔ ۲ مارس ۱۹۸۷) بازیکن والیبال اهل چین است.
از افتخارات وی می‌توان به کسب مدال طلا به همراه تیم ملی والیبال زنان چین در بازی‌های المپیک تابستانی ۲۰۱۶ اشاره کرد.